# Dvočrkovna slovenska beseda

## SSKJ
V SSKJ je 127 dvočrkovnih besed.

### Besede
V SSKJ je 66 besed s pomeni:
- ad - glede na
- ak - drog z železno kljuko za plavljenje lesa
- ar - ploščinska mera
- as - igralna karta
- bi - členek
- če - veznik
- da - veznik
- de - nič ne de
- do - predlog
- en - eden
- ep - literarno delo v verzih
- es - za polton znižani ton E
- fa - solmizacijski zlog
- ga - njega
- go - japonska igra
- il - ilovica
- in - veznik
- iz - predlog
- ja - pritrdilnica
- jo - njo
- ju - zaimek
- ka - žal nam je, ka smo bili prisiljeni to povedati
- ki - veznik
- ko - veznik
- la - solmizacijski zlog
- le - prislov
- li - moraš li domov?
- ma - ma ste neumni
- mi - zaimek
- na - predlog
- ne - nikalnica
- ni - veznik
- no - milo ga je prosil, no on se ni zmenil zan
- ob - predlog
- od - predlog
- ol - pivo
- om - Ohm
- on - zaimek
- or - oranje
- os - osovina
- pa - veznik
- pi - grška črka
- po - predlog
- re - solmizacijski zlog
- rh - Rhesus faktor
- rt - krajni del polotoka
- rž - žito
- se - zaimek
- si - zaimek
- so - solmizacijski zlog
- še - prislov
- ta - tista
- te - zaimek
- ti - zaimek
- to - prislov
- tu - tukaj
- ud - del človeškega telesa
- uk - učenje
- um - sposobnost mišljenja
- up - upanje
- uš - zajedavec
- ve - vedeti
- vi - zaimek
- za - predlog
- že - prislov

### Medmeti
V SSKJ jih je 52: aj, ah, au, av, ba, be, br, bu, bz, ci, ck, ča, či, eh, ej, ex, fc, fi, ha, hi, hk, hm, ho, hu, ia, ih, kh, ks, mh, mm, nu, oh, oj, op, ov, ph, pk, pš, pu, st, su, šc, šš, tk, ts, tt, uf, uh, uj, vš, zk, zz.

## Grške črke
fi, hi, mi, ni, pi, ro.

## Krajevna imena
Ig, Ob, Ub, ...

## Osebna imena
Al, An, Aš, Bo, Di, Fu, Io, Jo, Li, Mo, ...

## Scrabble
V igri scrabble so dvočrkovne besede zelo pomembne. Dovoljene so vse besede, ki se nahajajo v Slovarju slovenskega knjižnega jezika, razen začetnic, kratic, predpon in pripon. Prav tako niso dovoljene besede z veliko začetnico (imena mest, krajev, osebna imena, imena držav ipd.). Tujke, ki se nahajajo v SSKJ in za katere velja, da so postale del slovenskega jezika, so dovoljene.